# Odontamblyopus roseus
Az Odontamblyopus roseus a csontos halak (Osteichthyes) főosztályának sugarasúszójú halak (Actinopterygii) osztályába, ezen belül a sügéralakúak (Perciformes) rendjébe, a gébfélék (Gobiidae) családjába és az Amblyopinae alcsaládjába tartozó faj.

## Előfordulása
Az Odontamblyopus roseus az Indiai-óceán nyugati részén fordul elő, India tenger partmenti vizeiben.

## Megjelenése
Ez a hal legfeljebb 13,4 centiméter hosszú. 32 csigolyája van. Mellúszóinak sugarai szabadok. Hátúszója és farok alatti úszója csokoládébarnák. Koponyájának teteje vastag. Az Odontamblyopus rebeccához képest, a hasúszója hosszú. Pikkelyei a fejbe és a testbe be vannak ágyazódva. Szemei kezdetlegesek, és bőr fedi őket. Egyes példány alsó ajka alatt, rövid tapogatószálak láthatók.

## Életmódja
Trópusi halfaj, amely kizárólag a sós vízben él. A fenék közelében található meg.